# Gonzalo Serrano Rodríguez
Gonzalo Serrano Rodríguez (Madrid, 17 de agosto de 1994) es un ciclista profesional español que desde 2021 corre para el equipo Movistar Team.
Es el hermano mayor del también ciclista Javier Serrano Rodríguez.

## Trayectoria
Destacó como amateur ganando la Vuelta a Toledo, la Vuelta a Segovia, la Clásica Aiztondo, el Circuito Guadiana y la Copa de España de Ciclismo.

## Palmarés
2020
- 1 etapa de la Vuelta a Andalucía

2021
- 1 etapa de la Vuelta a Andalucía

2022
- Vuelta a Gran Bretaña, más 1 etapa

2023
- Gran Premio de Valonia

## Resultados en Grandes Vueltas y Campeonatos del Mundo
| Carrera         | Carrera         | 2018 | 2019  | 2020 | 2021 | 2022 | 2023 | 2024 |
| --------------- | --------------- | ---- | ----- | ---- | ---- | ---- | ---- | ---- |
|                 | Giro de Italia  | —    | —     | —    | —    | —    | —    | —    |
|                 | Tour de Francia | —    | —     | —    | —    | —    | —    | —    |
|                 | Vuelta a España | —    | 135.º | 57.º | —    | —    | —    | —    |
| Mundial en Ruta | Mundial en Ruta | —    | —     | —    | 44.º | —    | Ab.  | —    |

—: no participa

Ab.: abandono